# 봉남중학교
봉남중학교(鳳南中學校)는 대한민국 전북특별자치도 김제시 봉남면 대송리에 있는 공립 중학교이다.

## 학교 연혁
- 1971년 1월 6일 : 봉남중학교 설립 인가(12학급)
- 1971년 3월 2일 : 신입생 244명 입학
- 1971년 4월 1일 : 제1대 이은준 교장 부임
- 2003년 5월 : 교사 개축
- 2014년 9월 27일 : 다목적 강당 준공
- 2015년 3월 1일 : SW교육 선도학교 지정
- 2023년 3월 1일 : 제18대 장해송 교장 부임
- 2024년 2월 7일 : 제51회 4명 졸업 (총 졸업생수 6,414명)

## 참고 자료
- 봉남중학교 - 한국교육학술정보원 학교알리미